# 琉王優貴
琉王 優貴（りゅうおう ゆうき、1945年2月25日 - 2015年6月28日）は、沖縄県那覇市出身（出生地は大分県中津市）で、朝日山部屋に所属した元大相撲力士。 本名は島 武光（しま たけみつ）→神田 武光（かんだ - ）。現役時代の体格は176cm、130kg。得意手は突き、押し。最高位は西前頭筆頭（1973年9月場所）。沖縄県出身者初の関取として記録に残っている。

## 来歴
疎開先の大分県中津市で生まれ、アメリカ占領下の那覇市で少年時代を過ごした。中学卒業後に奄美群島奄美大島に渡り、奄美高校では柔道部で活躍する。高校2年の夏休みに上京した時、同じ奄美群島徳之島出身の横綱・朝潮のいる高砂部屋に出かけたが、巡業中で誰もおらず失望して帰る途中で道に迷ったところを朝日山親方（元関脇・高津山）夫人に声を掛けられた。奄美大島に帰った後に朝日山部屋から勧誘の手紙が来たのを機に、「柔道じゃ金にならないが、相撲なら金になるだろう」と考えて入門を決意し、1962年（昭和37年）11月場所で初土俵を踏んだ。
一時は幕下で伸び悩み、廃業して自衛隊に入隊しようかとも考えたが、日本国籍が条件だと書かれていたので諦めた。しばらく続けた後にまた廃業を考え、「どうせやめるなら、でかい四股名にしてやろう」と考えて「琉王（“琉球の王”という意味）」と改名。その後、稽古をしないでちゃんこを腹いっぱい食べたら体重が増し、押しに威力が出て強みを増した。そこで稽古にも励みが出て、1970年（昭和45年）11月場所で新入幕を果たし、大相撲史上初の沖縄県出身の幕内力士となった。
新入幕の場所でハワイ出身の高見山を破った一番は、外国出身同士の取組（当時の沖縄県は外国扱いだった）として注目を集めた。これは本人も廃業時に、思い出に残る取組として挙げた一番だった。1972年（昭和47年）5月15日、沖縄返還の当日には隣県・鹿児島県出身の錦洋を破って大歓声と拍手を浴びた。
押しはツボにはまれば威力があり、1974年5月場所には輪島を電車道で一気に押し出して金星を得ている。また、北の湖とはすべて大関昇進以前の対戦であるが、2勝1敗と勝ち越している。だが四つ身では全く相撲が取れず、幕内では9勝以上の大勝ちが一度も無かったため、三賞とは無縁のままであった。
1975年（昭和50年）10月、師匠の朝日山親方（元前頭2・二瀬山）が急死すると朝日山部屋の後継者と決まったが、暫定的に部屋を継承した元小結・若二瀬（前・北陣親方）と対立。そのため年寄名跡を得て引退することもままならず、幕下48枚目に在位した1976年（昭和51年）11月場所限り、31歳で廃業した。同時に先代の勧誘で朝日山部屋に入門し、琉王を慕っていたトンガ出身力士6名も廃業・帰国する、いわゆる「トンガ騒動」が起きた。
以後は東京都台東区上野で相撲料理店を経営していたが、2004年に脳梗塞で体調を崩し、沖縄県豊見城市の施設で療養していた。
2015年6月28日、脳梗塞のため死去。70歳没。

## エピソード
- 入門当時高校を卒業させてもらう約束をしたので、奄美高校から日本橋高校の夜間部に編入した。そのため1965年（昭和40年）ごろまで髷を結わず、幕下付出力士と間違えられたこともあった。また、この特別の配慮が若二瀬（琉王入門後、二瀬山の朝日山部屋継承に伴い大鳴戸部屋より移籍）との確執を抱いたとされており、トンガ人力士廃業騒動に際して廃業に追い込まれた一因とされている。
- 幕内で勝ち越した14場所は、全て8勝7敗という珍記録を残している[5]。

## 主な戦績
- 通算成績：443勝458敗14休 勝率.492
- 幕内成績：183勝237敗 勝率.436
- 幕内在位：28場所
- 金星：1個（1974年5月場所、輪島から）

### 場所別成績
| | 一月場所 初場所（東京） | 三月場所 春場所（大阪） | 五月場所 夏場所（東京） | 七月場所 名古屋場所（愛知） | 九月場所 秋場所（東京） | 十一月場所 九州場所（福岡） |
| --- | ----------------------- | ----------------------- | ----------------------- | --------------------------- | ----------------------- | --------------------------- |
| 1962年 （昭和37年） | x                       | x                       | x                       | x                           | x                       | （前相撲）                  |
| 1963年 （昭和38年） | 西序ノ口17枚目 5–2      | 西序二段57枚目 5–2      | 西序二段9枚目 4–3       | 西三段目72枚目 3–4          | 東三段目86枚目 4–3      | 東三段目58枚目 5–2          |
| 1964年 （昭和39年） | 東三段目32枚目 3–4      | 東三段目37枚目 4–3      | 西三段目25枚目 4–3      | 西三段目17枚目 2–5          | 東三段目40枚目 5–2      | 東三段目10枚目 4–3          |
| 1965年 （昭和40年） | 西幕下93枚目 6–1        | 西幕下53枚目 2–5        | 西幕下68枚目 5–2        | 西幕下51枚目 3–4            | 西幕下58枚目 4–3        | 西幕下55枚目 4–3            |
| 1966年 （昭和41年） | 西幕下50枚目 4–3        | 西幕下46枚目 6–1        | 東幕下25枚目 4–3        | 西幕下22枚目 3–4            | 東幕下25枚目 3–4        | 東幕下31枚目 3–4            |
| 1967年 （昭和42年） | 東幕下34枚目 3–4        | 東幕下36枚目 5–2        | 西幕下32枚目 3–4        | 西幕下36枚目 4–3            | 西幕下29枚目 3–4        | 西幕下33枚目 3–4            |
| 1968年 （昭和43年） | 西幕下38枚目 6–1        | 西幕下18枚目 3–4        | 東幕下22枚目 4–3        | 東幕下17枚目 4–3            | 東幕下13枚目 3–4        | 東幕下18枚目 3–4            |
| 1969年 （昭和44年） | 西幕下21枚目 3–4        | 東幕下26枚目 4–3        | 東幕下22枚目 4–3        | 東幕下19枚目 1–6            | 東幕下38枚目 6–1        | 東幕下18枚目 6–1            |
| 1970年 （昭和45年） | 西幕下2枚目 5–2         | 西十両11枚目 8–7        | 西十両9枚目 8–7         | 東十両6枚目 9–6             | 東十両3枚目 11–4        | 東前頭12枚目 8–7            |
| 1971年 （昭和46年） | 東前頭10枚目 3–12       | 東十両筆頭 8–7          | 東十両筆頭 11–4         | 東前頭8枚目 8–7             | 西前頭5枚目 5–10        | 東前頭9枚目 8–7             |
| 1972年 （昭和47年） | 東前頭3枚目 5–10        | 西前頭8枚目 8–7         | 東前頭3枚目 6–9         | 西前頭5枚目 6–9             | 東前頭9枚目 8–7         | 西前頭7枚目 8–7             |
| 1973年 （昭和48年） | 東前頭4枚目 6–9         | 西前頭7枚目 8–7         | 東前頭3枚目 6–9         | 東前頭6枚目 8–7             | 西前頭筆頭 2–13         | 西前頭10枚目 8–7            |
| 1974年 （昭和49年） | 東前頭9枚目 7–8         | 東前頭11枚目 8–7        | 西前頭8枚目 8–7 ★       | 東前頭4枚目 4–11            | 東前頭11枚目 8–7        | 東前頭10枚目 7–8            |
| 1975年 （昭和50年） | 東前頭11枚目 8–7        | 東前頭9枚目 6–9         | 西前頭12枚目 8–7        | 東前頭10枚目 3–12           | 西十両3枚目 7–8         | 西十両4枚目 8–7             |
| 1976年 （昭和51年） | 西十両筆頭 10–5         | 西前頭12枚目 5–10       | 東十両4枚目 5–10        | 東十両10枚目 2–13           | 東幕下13枚目 休場 0–0–7 | 西幕下48枚目 引退 0–0–7     |
| 各欄の数字は、「勝ち-負け-休場」を示す。 優勝 引退 休場 十両 幕下 三賞：敢=敢闘賞、殊=殊勲賞、技=技能賞 その他：★=金星 番付階級：幕内 - 十両 - 幕下 - 三段目 - 序二段 - 序ノ口 幕内序列：横綱 - 大関 - 関脇 - 小結 - 前頭（「#数字」は各位内の序列） |                         |                         |                         |                             |                         |                             |

### 幕内対戦成績
| 力士名 | 勝数 | 負数 | 力士名   | 勝数 | 負数 | 力士名   | 勝数 | 負数 | 力士名 | 勝数 | 負数 |
| ------ | ---- | ---- | -------- | ---- | ---- | -------- | ---- | ---- | ------ | ---- | ---- |
| 青葉城 | 0    | 3    | 青葉山   | 0    | 1    | 旭國     | 5(1) | 6    | 荒瀬   | 2    | 2    |
| 巌虎   | 2    | 1    | 大潮     | 4    | 3    | 大錦     | 2    | 4    | 大鷲   | 5    | 4    |
| 魁輝   | 0    | 1    | 魁傑     | 0    | 2    | 和晃     | 2    | 1    | 北瀬海 | 6    | 6    |
| 北の湖 | 2    | 1    | 北の富士 | 0    | 6    | 清國     | 0    | 3    | 麒麟児 | 0    | 1    |
| 黒姫山 | 2    | 3    | 琴櫻     | 1    | 1    | 琴乃富士 | 4    | 2    | 小沼   | 0    | 1    |
| 金剛   | 3    | 10   | 白田山   | 2    | 4    | 大旺     | 1    | 2    | 大峩   | 6    | 2    |
| 大麒麟 | 0    | 2    | 大受     | 2    | 3    | 大雪     | 2    | 2    | 大雄   | 2    | 3    |
| 大竜川 | 4    | 3    | 隆ノ里   | 1    | 1    | 貴ノ花   | 0    | 5    | 高見山 | 2    | 4    |
| 玉輝山 | 1    | 1    | 玉ノ冨士 | 2    | 1    | 照櫻     | 0    | 1    | 天龍   | 3    | 3    |
| 時葉山 | 6    | 4    | 栃東     | 6    | 9    | 栃勇     | 3    | 1    | 栃王山 | 2    | 1    |
| 金城   | 1    | 2    | 栃富士   | 2    | 1    | 羽黒岩   | 10   | 8    | 長谷川 | 3    | 7    |
| 播竜山 | 0    | 3    | 福の花   | 4    | 10   | 富士櫻   | 4    | 9    | 藤ノ川 | 1    | 2    |
| 二子岳 | 12   | 10   | 双津竜   | 3    | 1    | 前の山   | 2    | 4    | 牧本   | 1    | 0    |
| 増位山 | 4(1) | 3    | 三重ノ海 | 5    | 5    | 陸奥嵐   | 6    | 14   | 豊山   | 5    | 3    |
| 吉王山 | 6    | 2    | 吉の谷   | 3    | 2    | 義ノ花   | 3    | 3    | 龍虎   | 3    | 3    |
| 若獅子 | 1    | 4    | 若浪     | 2    | 2    | 若ノ海   | 6    | 5    | 若三杉 | 2    | 2    |
| 輪島   | 2    | 3    | 鷲羽山   | 1    | 6    |          |      |      |        |      |      |

## 改名歴
- 島（しま、1963年1月場所-1963年7月場所）
- 二瀬冨士（ふたせふじ、1963年9月場所-1966年1月場所）
- 黒汐（くろしお、1966年3月場所-1967年1月場所）
- 二瀬冨士（ふたせふじ、1967年3月場所-1969年1月場所）
- 琉王（りゅうおう、1969年3月場所-1976年11月場所）